# جيسي غلوفر
جيسي ريموند غلوفر (بالإنجليزية: Jesse Raymond Glover؛ 15 أكتوبر 1935 – 27 يونيو 2012) كان فنان دفاع عن النفس أمريكي. كان أول تلميذ لبروس لي. التقى ببروس لي في عام 1959، حيث التحق كلاهما بكلية إديسون التقنية ومارنا الجودو مع بروس لي.
توفي بالسرطان في يونيو 2012.

## الأعمال المكتوبة
- بروس لي: بين وينج تشون وجيت كون دو
- غونغ فو بروس لي غير الكلاسيكية
- غير الكلاسيكية جونغ فو[5]